# Cosmic Gate
Cosmic Gate je německé hudební duo, které hraje a mixuje hudbu ve stylech melodic a progressive trance, s dřívější výraznou stopou v hard trance. Jeho členy jsou Claus Terhoeven (také známý jako Nic Chagall) a Stefan Bossems (DJ Bossi).
Cosmic Gate duo bylo založeno roku 1999 a jeho první singl byl The Drums, následovaný Mental Atmosphere a remixem Somewhere over the Rainbow, ve kterém se objevily vzory ze známého filmu Čaroděj ze země Oz. Cosmic Gate se však nestala příliš slavnou skupinou, až do vydání dobře známého singlu Firewire, který vyšel ve Spojeném království roku 2001. Zpětně je široce známo také pro svůj úspěšný singl Exploration of Space.

## Diskografie

### Alba
- Rhythm & Drums (2001)
- No More Sleep (2002)
- Earth Mover (2006)
- Sign of the Times (2009)
- Sign of the Times (Deluxe Edition) (2010)
- Back 2 The Future (2011)
- Start to Feel (2014)
- Materia Chapter.One (2017)
- Materia Chapter.Two (2017)

### Singly / EP
- The Drums (1999)
- Mental Atmosphere (1999)
- Somewhere Over the Rainbow (2000)
- Exploration of Space (2000) 29. UK
- Fire Wire (2001) 9. UK
- The Truth (2002)
- The Wave / Raging (s Jan Johnston) (2002)
- Human Beings (2003)
- Different Concept (2004)
- I Feel Wonderful (s Jan Johnston) (2005)
- Tomorrow
- This Is The Party (2006)
- Should Have Known (2006)
- Analog Feel (2007)

### DJ mixy
- Back 2 Back – In the Mix (2003)
- Back 2 Back, Vol. 2 (2005)

### Vybrané remixy
- Sash! – Adelante (1999)
- DJ Tiësto – Urban Train (2001)
- Blank & Jones – D. F. F. (2002)
- Ferry Corsten – Punk (2002)
- Rank 1 – Awakening (2002)
- 4 Strings – Diving (2002)
- Svenson & Gielen – Answer the Question (2002)
- Age of Love – The Age of Love (2004)